# Michel Jean Paul Daudiès
Michel Jean Paul Daudiès, né le 29 septembre 1763 à Perpignan (Pyrénées-Orientales), mort le 28 février 1839 à Perpignan (Pyrénées-Orientales), est un général français de la Révolution et de l’Empire.

## États de service
Il entre en service le 3 juin 1785 au 2e bataillon du régiment de Vermandois, il est nommé caporal le 25 avril 1786, fourrier le 11 mars 1787, et sergent-major le 1er janvier 1791. Le 12 février 1792, il devient officier et il fait la campagne d’Italie. Le 15 octobre 1792, il passe lieutenant, et il est affecté début 1793, à l’armée des Pyrénées-Orientales. Le 8 février 1793, il prend le commandement temporaire du Fort-les-Bains, il est fait prisonnier de guerre après 54 jours de siège (30 avril 1793 au 3 juin 1793).
De retour de 27 mois de captivité le 13 septembre 1795, il est affecté à l’état-major de l’armée d’Italie. Il est blessé d’une balle au bras gauche le 20 brumaire an IV (11 novembre 1795), il prend la fonction d’adjoint à l’adjudant-général Gilly-vieux le 27 nivôse an IV (17 janvier 1796). Il est blessé par un éclat d’obus à la jambe gauche le 19 thermidor an IV (6 août 1796), et il passe adjoint à l’adjudant-général Boyer le 16 messidor an V (4 juillet 1797). Le 1er vendémiaire an VI (22 septembre 1797), il est affecté par le général Bonaparte au 1er régiment de cavalerie, et il reste en Italie jusqu’à la paix de l’an IX. Il assiste avec la 1re armée de réserve à la bataille de Marengo le 14 juin 1800.
Il est fait chevalier de la Légion d’honneur le 14 juin 1804, et le 4 octobre 1806, il est nommé chef d’escadron au 1er régiment de cuirassiers. Il fait les campagnes d’Autriche, de Prusse et de Pologne. Major au 12e régiment de cuirassiers le 7 avril 1809, il fait la campagne d’Allemagne et il est créé chevalier de l’Empire par lettres patentes du 9 janvier 1810.
Le 29 mars 1813, il est nommé colonel au 12e régiment de cuirassiers, et officier de la Légion d’honneur le 14 mai 1813. Il commande lors de la campagne de Saxe, la 2e brigade de la 1re division de cuirassiers, il a deux chevaux tués sous lui à la bataille de Dresde les 26 et 27 août 1813, et deux autres les 16 et 18 octobre 1813 devant Leipzig. Le 1er janvier 1814, lors de la retraite de Worms, il est chargé de ramener la 2e division de cuirassiers dans Metz, formant ainsi l’arrière garde du duc de Raguse. Il est fait chevalier de Saint-Louis le 29 juillet 1814, puis il est mis en non activité le 28 septembre suivant.
Il est promu général de brigade le 12 mai 1815, et il est admis à la retraite le jour même. Ce n’est que le 19 novembre 1816, qu’il est reconnu dans son grade de maréchal de camp et maintenu à la retraite.
Il meurt à Perpignan le 28 février 1839.

## Dotation
- Le 19 mars 1808, donataire d’une rente de 2 000 francs sur les biens réservés en Westphalie.

## Armoiries
| Armoiries | Nom du chevalier et blasonnement |
| --------- | --- |
|           | Chevalier Michel Jean Paul Daudiès et de l'Empire, lettres patentes du 9 janvier 1810. D'argent à la cuirasse d'azur, rehaussé d'or, soutenue de trois molettes aussi d'azur : champagne de gueules du tiers de l'écu, au signe des chevaliers ; pour livrées : blanc, bleu, rouge. |

## Sources
- Thierry Pouliquen, « Les généraux français et étrangers ayant servis [sic] dans la Grande Armée » (consulté le 9 août 2013)
- « Cote LH/666/76 », base Léonore, ministère français de la Culture
- (en) « Generals Who Served in the French Army during the Period 1789 - 1814: Eberle to Exelmans »
- A. Lievyns, Jean Maurice Verdot, Pierre Bégat, Fastes de la Légion-d'honneur, biographie de tous les décorés accompagnée de l'histoire législative et réglementaire de l'ordre, volume 5, Bureau de l’administration, 1847, 655 p. (lire en ligne), p. 176.
- Vicomte Révérend, Armorial du Premier Empire, tome 2, Honoré Champion, libraire, Paris, 1897, p. 13.